# Хёрлерс-Кросс
Хёрлерс-Кросс (англ. Hurlers Cross; ирл. Cros an Iománaí) — деревня в Ирландии, находится в графстве Клэр (провинция Манстер).
Население — 8561 человек (по переписи 2002 года).